# Насир (Јужни Судан)
Насир је град у вилајету Бели Нил у североисточном делу Јужног Судана. Налази се на обали реке Собат, 200 километара северозападно од Малакала у близини границе са Етиопијом. У близини града се и налази локални аеродром. У Насиру живи 20.000 становника. Име града на арапском значи „онај који подржава“